# Henri François, comte de Ségur
Henri François, comte de Ségur (* 1. Juni 1689; † 18. Juni 1751 in Metz), Baron de Romainville, Seigneur de Ponchat und Fougueyrolles, war ein hochrangiger französischer Militär.
Er war der Sohn von Henri Joseph de Ségur und der Claude Élisabeth Binet.
Am 13. September 1718 heiratete er auf Schloss Maison Blanche in Gagny Angélique de Froissy (1702–1785), natürliche (uneheliche) Tochter von Philippe II. de Bourbon, duc d’Orléans, der sie vier Jahre später offiziell anerkannte. Im Jahre 1723 kaufte Henri François de Ségur das Schloss und die Baronie von Romainville.
Nachkommen:
- Philippine-Charlotte de Ségur, * 12. Juli 1719
- Henriette Élisabeth de Ségur, * 20. Dezember 1722
- Philippe-Henri de Ségur (1724–1801), 1783 zum Maréchal de France ernannt
- Henriette Césarine de Ségur (1726–1782), heiratete Bertrand Gaich, baron de la Crozes, chevalier de Saint-Louis

Henri François Ségur wurde 1734 zum Maréchal de camp befördert und 1737 zum Gouverneur der Grafschaft Foix ernannt. Im Jahre 1738 folgte die Ernennung zum Lieutenant-général. Er war Generalinspekteur der Kavallerie und der Dragoner.
Im Österreichischen Erbfolgekrieg hatte er ein Truppenkommando inne, wobei er durch seine Niederlage in der Schlacht bei Pfaffenhofen (15. April 1745) bekannt wurde.
Am 2. Februar 1749 wurde er in den Ordre du Saint-Esprit aufgenommen.
Am 18. Juni 1751 starb er in Metz.